# 弗勒泰什蒂鄉

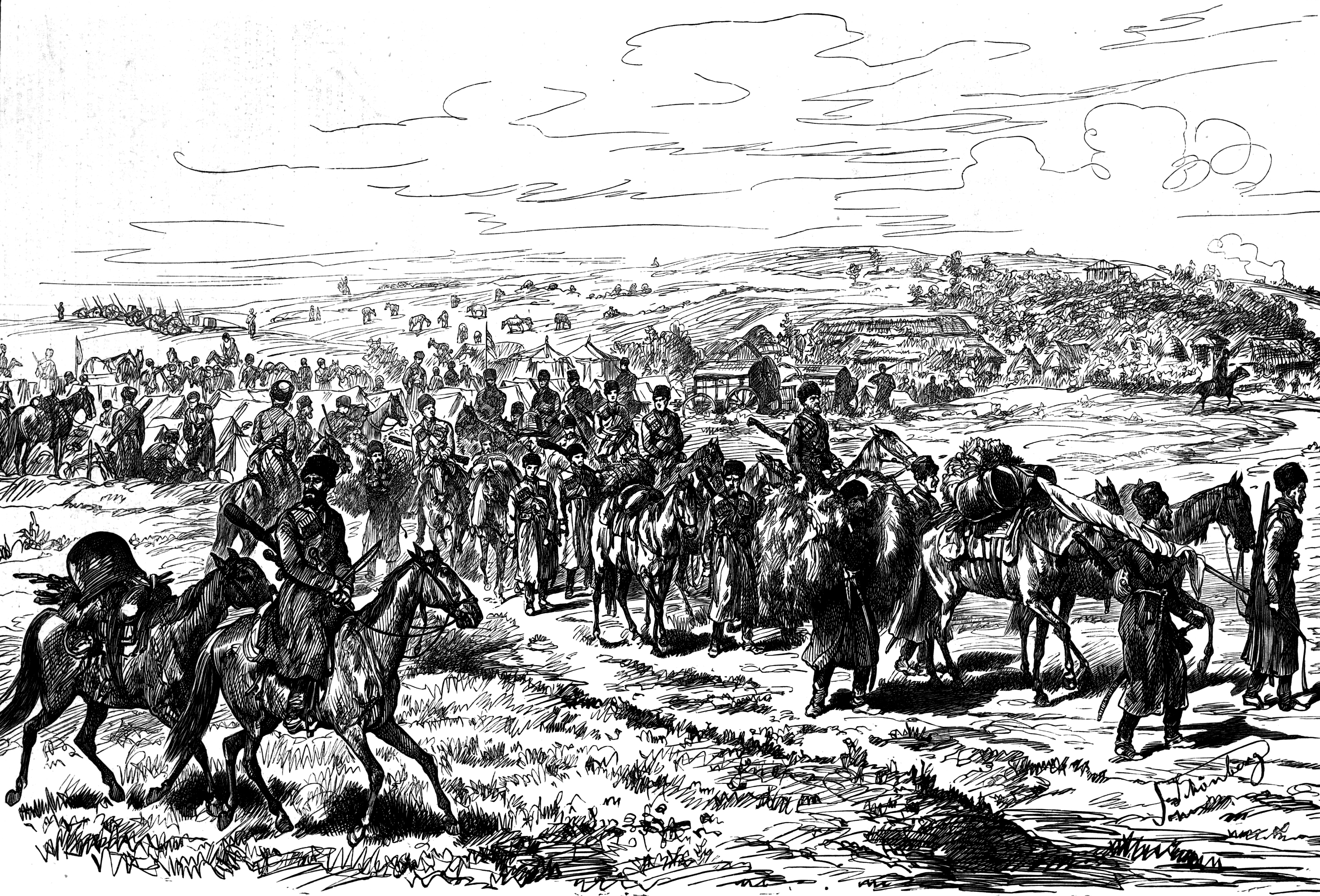

43°59′27″N 25°55′55″E / 43.9908°N 25.9319°E
弗勒泰什蒂鄉（羅馬尼亞語：Comuna Frătești, Giurgiu），是羅馬尼亞的鄉份，位於該國南部，由久爾久縣負責管轄，處於布加勒斯特以南50公里，每年平均降雨量1,058毫米，海拔高度24米，2007年人口5,661。